# Do You Believe?
Do You Believe?（ドゥ・ユー・ビリーブ?）は、GEMの2枚目のシングル。2014年6月4日にiDOL Streetから発売された。

## 背景とリリース
本作のタイトルは前作「We're GEM!」発売から2か月後の2014年3月5日に発表され、同月8日 - 9日に名古屋ライブホールM.I.Dで行われた『GEM Live Mixture2014 〜Black or White〜』において初お披露目された。表題曲のMV撮影は同月26日に関東地方近郊の一軒家を借り切って行われ、金澤有希の21歳の誕生日となった同年5月1日（フジテレビ『めざましテレビ』）にメディア初解禁。ラジオ番組では同年4月9日未明放送の『SUPER☆GiRLS宮崎理奈のナイスみやり!』（ラジオ日本）に森岡悠と村上来渚がゲスト出演した際に初めてオンエアされている。
キャッチ・コピーは「デキるアイドルGEM アイドルポップスの領域を越えた挑戦!」。
シングルは「CD+DVD盤」、「CDのみ盤」、「イベント会場/mu-moショップ限定盤」の3形態で発売。「CD+DVD盤」、「CDのみ盤」の2形態には、初回特典として握手会イベント参加券を封入。

## 音楽性と評価
GEMでは、J-POP寄りの楽曲を通称「白GEM」、洋楽テイストの楽曲を「黒GEM」とタイプ分けしている。前作「We're GEM!」が白GEMなのに対し、今作は黒GEMとなっていた。金澤有希は先述の名古屋公演で初披露した際、「あまりにもアイドルソングからかけ離れて、思わず凍り付いてしまった」と述懐している。
当時『i☆Ris』メンバーだった澁谷梓希は、自身通算6枚目のシングル「Make it!」をパフォーマンスした際、本曲のMVで見た小栗かこのツインテールを真似たと述べている。
本作が発売された後、2014年6月4日付オリコンデイリーシングルチャートで7位、同年6月16日付オリコンウィークリーシングルチャートで9位となり、自身初の週間トップ10入りを果たしている。

## 収録曲

### CD+DVD盤
1. Do You Believe?
作詞：S-KEY-A、Jussi Nikula、Georgie Dennis、Kirsten Joy　作曲：Jussi Nikula、Georgie Dennis、Kirsten Joy　編曲：Jussi Nikula
2. Like A Heartbeat
作詞：MIZUE　作曲・編曲：Jun Suyama

DVD
1. Do You Believe? (Music Video)
2. Off Shot Movie

### CDのみ盤
1. Do You Believe?
2. Like A Heartbeat
3. Just! Call Me
作詞・作曲・編曲：7th Avenue

### イベント会場/mu-moショップ限定盤
1. Do You Believe?
2. Like A Heartbeat
3. Do You Believe? (Instrumental)
4. Like A Heartbeat (Instrumental)

## 音楽配信について
本作リリース時には定額制音楽配信サービスが普及していなかったが、現在は国内の主要な定額制音楽配信サービスで本作が配信されている。しかし、「CD+DVD盤」のCDに収録されている曲を配信するサービスと「CDのみ盤」を配信するサービスに分かれてしまい、前者のサービスでは「Do You Believe?」のカタログに「Just! Call Me」が含まれていない。このようなサービスでも1stアルバム「Girls Entertainment Mixture」は配信されていて「Just! Call Me」も収録されているので、これを利用すればよい。

## イベント
| 日程              | 公演名                                          | 会場               | 備考 |
| ----------------- | ----------------------------------------------- | ------------------ | --- |
| 2014年4月20日     | GEM 〜Black or White Showcase〜                 | HMV三宮            | ミニライブ&握手会。各日2回公演（5月24日は1回公演）。                                                                                              |
| 2014年5月5日      | GEM 〜Black or White Showcase〜                 | 阪急西宮ガーデンズ | ミニライブ&握手会。各日2回公演（5月24日は1回公演）。                                                                                              |
| 2014年5月18日     | GEM 〜Black or White Showcase〜                 | ららぽーと横浜     | ミニライブ&握手会。各日2回公演（5月24日は1回公演）。                                                                                              |
| 2014年5月24日     | GEM 〜Black or White Showcase〜                 | プレ葉ウォーク浜北 | ミニライブ&握手会。各日2回公演（5月24日は1回公演）。                                                                                              |
| 2014年6月1日      | GEM 〜Black or White Showcase〜                 | たまプラーザテラス | ミニライブ&握手会。各日2回公演（5月24日は1回公演）。                                                                                              |
| 2014年6月7日・8日 | 握手会イベント                                  | avex本社           | 「握手会イベント参加券」を要する |
| 2014年6月7日・8日 | 「Do You Believe?」リリース記念!2ショット撮影会 | avex本社           | 「2ショット撮影会参加券付 Do You Believe? 3形態同時購入セット」封入の「2ショット撮影会参加券」1枚と、「握手会イベント参加券」2枚を要する。2部制。 |

※他、各イベントにおいてCD（イベント会場/mu-moショップ限定盤）予約購入者対象の握手会も開催された。